# Mettlacher Staurothek

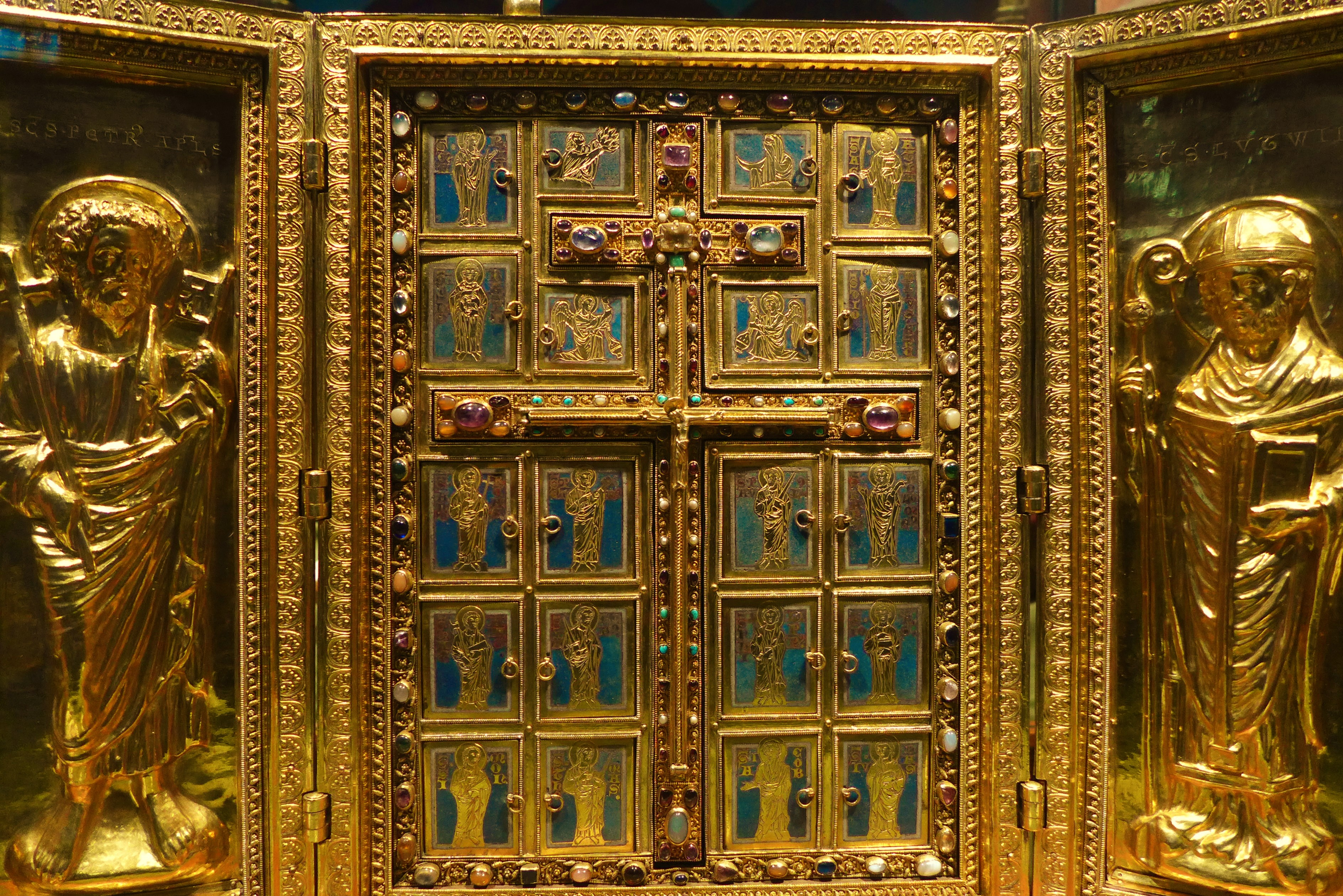
Mettlacher Staurothek, Vorderseite, aufgeklappter Zustand

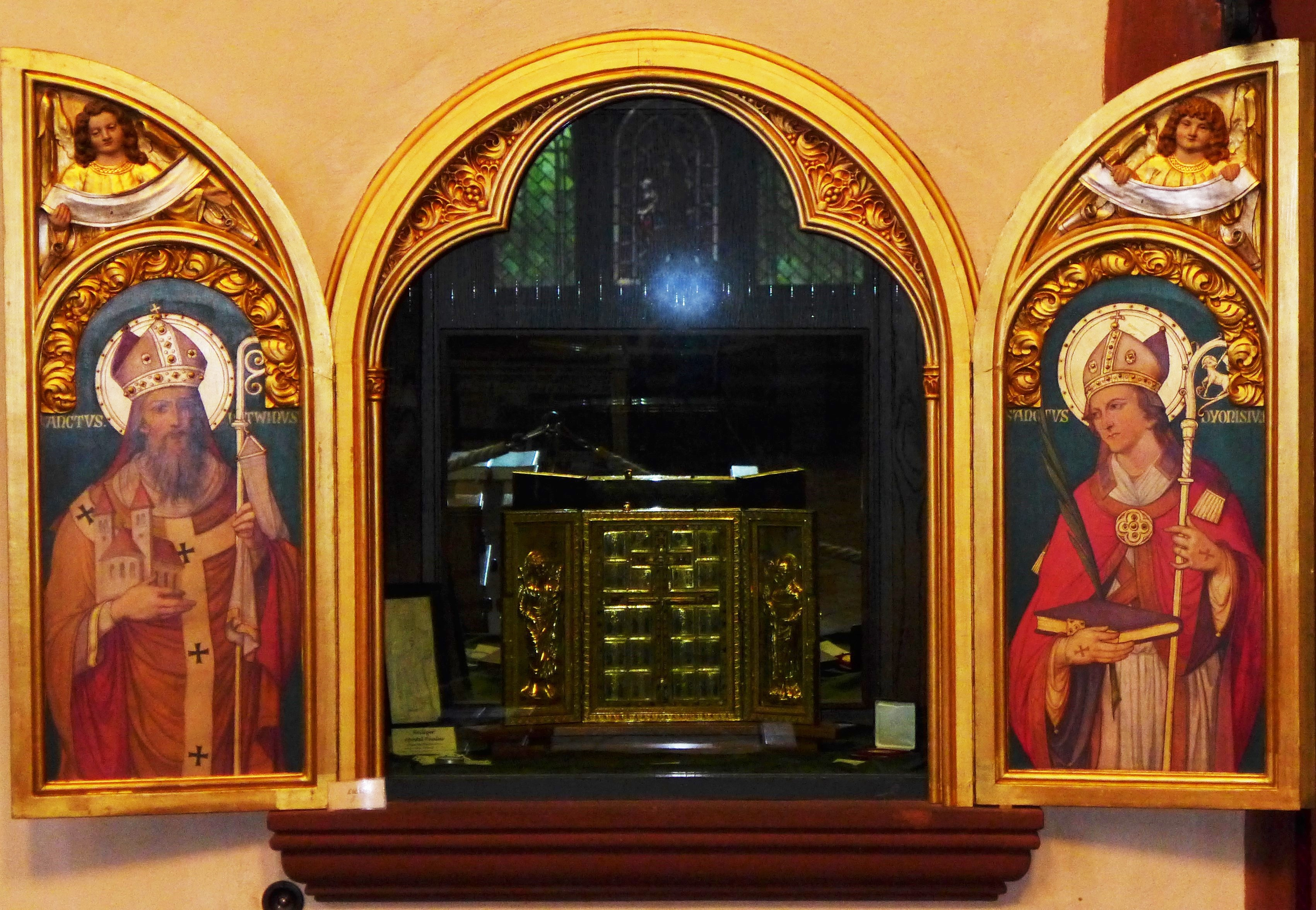
St. Lutwinus (Mettlach), Ausstellungsnische der Mettlacher Staurothek (geöffneter Zustand), links der heilige Lutwinus (Mettlacher Klostergründer), rechts der heilige Dionysius von Paris (Patron der ersten Mettlacher Kirche), Gemälde der Innenseite der Türen von Franz Michael Ronge (Regensburg bzw. München), Holzschnitzereien von der Bildhauerwerkstatt Mettler in Morbach im Stil der Neoromanik mit Anklängen an das Art déco, 1924

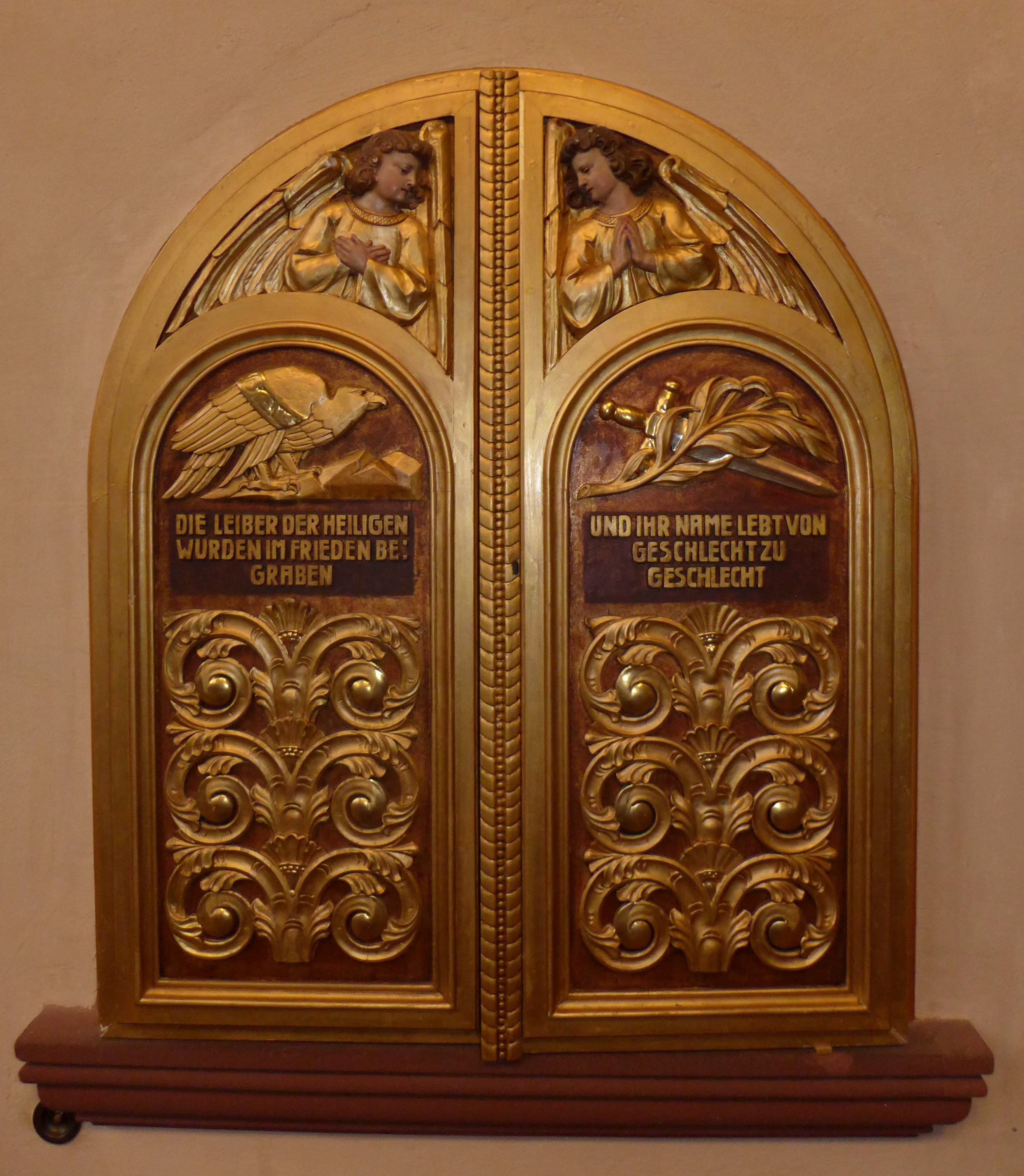
Ausstellungsnische der Mettlacher Staurothek, geschlossener Zustand, links der legendarische Adler, der den heilige Lutwinus zur Mettlacher Klostergründung bewegt haben soll, rechts das Martyriumsschwert des heiligen Dionysius von Paris und sein Siegespalmzweig, Der Text „Die Leiber der Heiligen wurden im Frieden begraben und ihr Name lebt von Geschlecht zu Geschlecht“ bezieht sich auf das Buch Jesus Sirach, Ornamentschnitzereien im Stil des Art déco, Holzschnitzereien der Außenseite der Türen von der Bildhauerwerkstatt Mettler, 1924

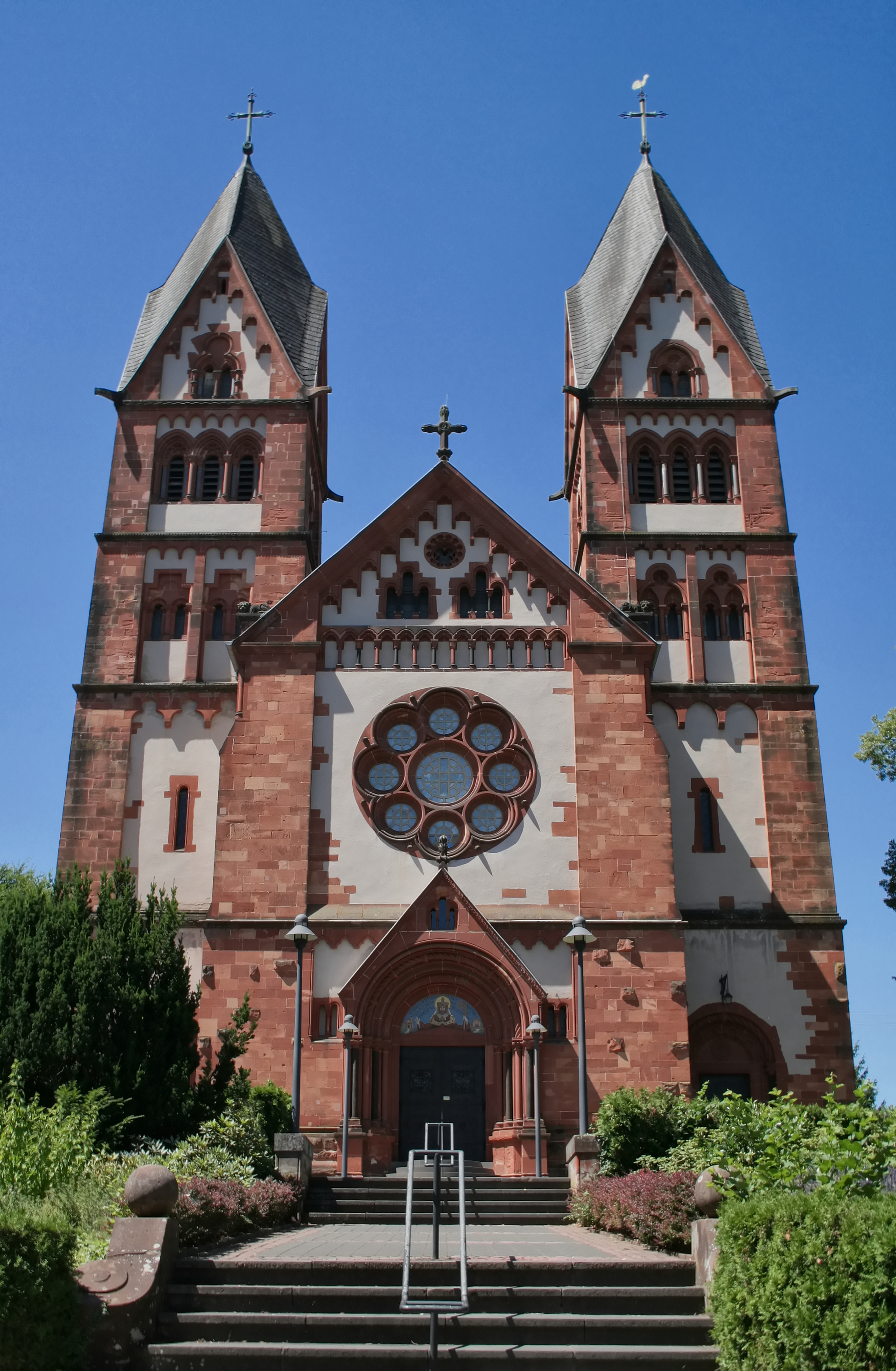
Katholische Pfarr- und Wallfahrtskirche St. Lutwinus in Mettlach, Ausstellungsort der Staurothek

Eine Staurothek (von altgriechisch σταυρός staurós „Kreuz“ und θήκη théke „Behälter, Kiste“) ist ein Behälter, in dem Teile vom Kreuz Christi aufbewahrt werden. Die Mettlacher Staurothek entstand um das Jahr 1228 in Trier; sie  ist 38 cm hoch und in geöffnetem Zustand 58 cm breit. In geschlossenem Zustand misst die Breite 29 cm. Der Kern dieses Reliquiars besteht aus Holz. Die Umhüllung ist getriebenes und feuervergoldetes Silber mit gegossenen Teilen. Andere Teile sind aus getriebenem, gegossenem, ziseliertem, gravierten und vergoldetem Kupfer. Die mittlere Tafel ist mit Grubenschmelztechnik und Filigranarbeit sowie Steinschmuck und Perlen verziert. Die Staurothek gehörte der im 7. Jahrhundert durch den heiligen Lutwinus gegründeten Abtei Mettlach und befindet sich heute in der Lutwinuskirche in Mettlach an der Saar.
Die Mettlacher Staurothek zählt zu den herausragendsten Goldschmiedearbeiten ihrer Zeit. Sie ist ein besonderes Beispiel für die intensive Reliquienfrömmigkeit des Mittelalters und auch dessen Kunstfertigkeit. Einer umfangreichen Reliquienansammlung, wie sie die Mettlacher Staurothek bot, wurde höchste Heilswirksamkeit zugesprochen. Mit der Aufbewahrung der kostbaren Reliquien sollte darüber hinaus auch der innere Zusammenhang zwischen der „Gemeinschaft der Heiligen“ und der irdischen Kirche versinnbildlicht werden. Bildübergreifendes Thema der Mettlacher Staurothek ist ein theologischer Spannungsbogen von der Verkündigung des göttlichen Kindes, über dessen Präsentation vor den Weisen dieser Welt sowie die Erlösung des Kosmos durch Jesu Kreuzestod bis hin zur universalen Herrschaft Christi und seiner Heiligen in einer Endzeit, die bereits angebrochen ist und somit Heil für jeden frommen Betrachter der Mettlacher Staurothek ermöglicht. Die besondere ikonographische Einbindung der Mettlacher und Trierer Schutzpatrone Lutwinus, Dionysius von Paris, Petrus sowie der Gottesmutter Maria unterstreicht die Bedeutung des Klosters Mettlach und des (Erz-)Bistums Trier im göttlichen Heilsplan. Die dargestellten frommen Stifter und Gönner des Klosters und deren lokale Stiftungen werden innerhalb der Ikonographie der Staurothek der besonderen Fürsprache der Heiligen empfohlen.

## Geschichte
Ein nicht näher bekannter Peter von Merzig soll im Jahr 1212 die Partikel von der Kreuzreliquie der heiligen Helena nach Mettlach gebracht haben. Die byzantinisch beeinflusste Arbeit stammt aus der Zeit des auf der Rückseite eingravierten Mettlacher Abtes Johannes (1220–1228) und wurde vermutlich in einer Goldschmiedewerkstatt aus dem Kreis der Schüler des Nikolaus von Verdun in Trier gefertigt.

## Beschreibung

### Vorbild

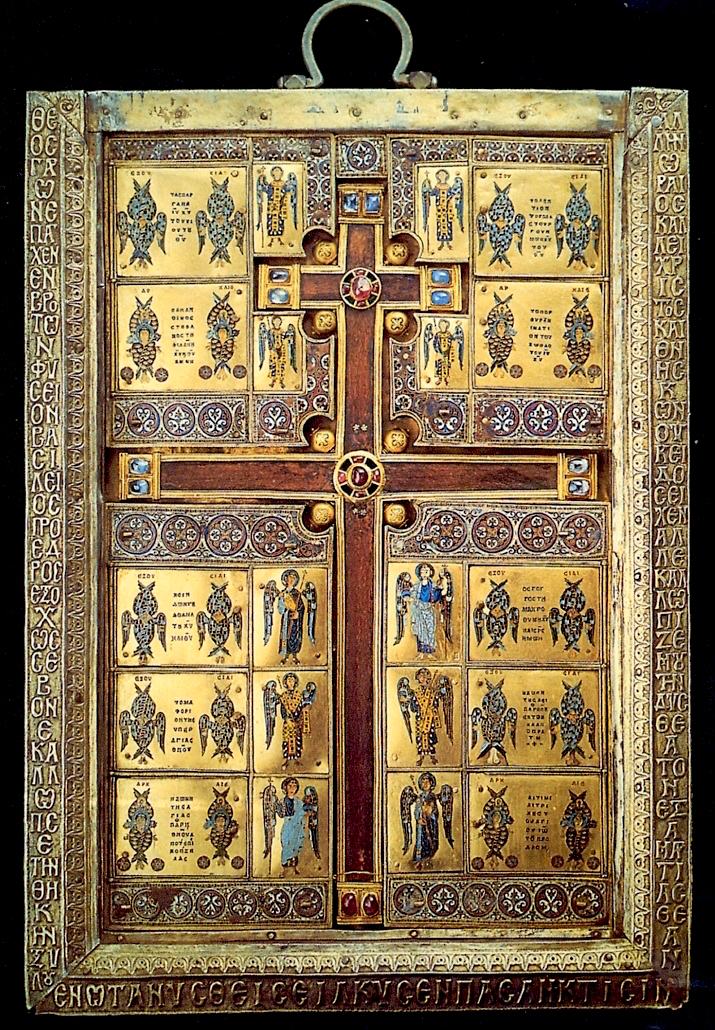
Limburger Staurothek (ohne Deckel)

Das Reliquiar ist in der Form eines Triptychons gestaltet. Es gleicht mit geschlossenen Flügeln einer flachen Lade. Ursprünglich konnte es, wie die Reste einer Aufhängevorrichtung an der Oberkante der Mitteltafel zeigen, an der Wand aufgehängt werden. Die Mitteltafel der Mettlacher Staurothek orientiert sich in ihrer Gestaltung stark an der sogenannten Limburger Staurothek, einem um das Jahr 964 in Byzanz entstandenen kaiserlichen Kreuzreliquiar, das sich ursprünglich neben anderen zentralen christlichen Reliquien der Passion Christi in der kaiserlichen Pharos-Palastkapelle im Großen Palast Konstantinopels befand. Als Ergebnis der Eroberung und Plünderung Konstantinopels im Jahr 1204 während des Vierten Kreuzzuges brachte der Ritter Heinrich von Ulmen (ca. 1175–1234) unter vielen anderen Stücken auch die Limburger Staurothek nach Deutschland. Als seine Stiftung kam das Reliquiar in das Augustinerinnenkloster Stuben bei Bremm an der Mosel. Nach der Auflösung des Klosters im Jahr 1802 im Rahmen der Säkularisation wurde es auf die Festung Ehrenbreitstein bei Koblenz gebracht, von wo es in Besitz des Herzogs Wilhelm von Nassau gelangte. Dieser schenkte es im Jahre 1835 dem Bistum Limburg. Das Reliquiar wird heute im Diözesanmuseum in Limburg an der Lahn aufbewahrt. Die Limburger Staurothek wurde Vorbild von mehreren Kreuzreliquiaren, von denen sich die Mettlacher Staurothek am engsten anschließt.

### Mitteltafel

#### Vorderseite
Wie im Limburger Vorbild ist auch in Mettlach ein herausnehmbares Doppelkreuz (Patriarchenkreuz) in eine Reliquientafel eingelassen. Das Kreuz ist an der Vorderseite sehr reich mit Filigran und Edelsteinen in Cabochon-Schliff und geschlossener Fassung verziert. Vermutlich war die Kreuzreliquie ursprünglich für den Betrachter sichtbar. Um das Jahr 1400 wurde sie durch ein aus Silber gegossenes gotisches Kruzifix überdeckt. Das Patriarchenkreuz ist mit 83 Perlen und Edelsteinen geschmückt, der Rahmen der Mitteltafel weist 50 Edelsteine auf. Insgesamt ist die Staurothek mit 133 Perlen und Edelsteine besetzt. An Edelsteinen wurden verarbeitet: Amethyst, Mondstein, Citrin, Bergkristall (teilweise mit farbigem Material unterlegt), Almandin (Granat), Türkis, Koralle sowie Chrysopras.
Die Kreuzreliquie ist von zwanzig kleinen Reliquienkammern mit aufklappbaren, einfach umrahmten Deckeln aus Grubenschmelz umgeben. Die mit Ringöffnungen versehenen Deckel zeigen gravierte Darstellungen von Figuren, die einzeln beschriftet wurden. Jede Figur ist in ausgespartem Metall auf blauem, weiß gerandetem Schmelzgrund graviert; die Innenzeichnung ist nicht ausgeschmolzen. Die Namen sind in senkrechter und waagrechter Buchstabenfolge beigefügt. Die Darstellungen nehmen nicht unbedingt auf den ehemaligen Reliquieninhalt Bezug.
Unten sieht man in Gold vor blauem Hintergrund die zwölf Apostel Simon Petrus, Andreas, Jakobus den Älteren, Johannes, Philippus, Bartholomäus, Thomas, Matthäus, Jakobus, der Sohn des Alphäus, Thaddäus, Simon Kananäus und Matthias mit den Hinrichtungswerkzeugen ihres Martyriums.
Über dem größeren Kreuzarm schwingen zwei kniende Engel Weihrauchfässer. Über den kurzen Kreuzarmen erscheinen die Halbfiguren der Allegorien der Sonne (links „Sol“ als emporschauender Jüngling mit einem Flammenbündel) und des Mondes (rechts „Luna“ als sich verhüllende Jungfrau, die die Mondsichel mit verdeckten Händen trägt). Links oben sind die Jungfrau Maria und unter ihr Johannes der Täufer mit dem Lamm Gottes dargestellt. Rechts oben befinden sich Darstellungen der heiligen Agatha von Catania und darunter des ursprünglichen Mettlacher Kirchenpatrons Dionysius von Paris. Gerahmt wird die Tafel durch eine zweifach abgestufte Leiste aus gestanztem Blech mit Filigranarbeit und Edelsteinen. Die Zierleisten weisen ein Palmettenornament auf.
Die Reliquienkästchen sind heute leer, auch die ursprüngliche Kreuzreliquie fehlt. Sie wurde zu einem unbekannten Datum entwendet. Eventuell sind die ursprünglichen Inhalte der Reliquienkästchen aktuell in den beiden spätgotischen Mettlacher Armreliquiaren enthalten. Der Mettlacher Pfarrer Roman Koll ergänzte in den 1950er Jahren einen Kreuzespartikel als Reliquie, den er zuvor in Metz als Geschenk erhalten hatte. Im unteren Teil des Kreuzes fertigte man dazu eine kleine Kapsel für die neue Kreuzreliquie an. Bei der Restaurierung durch die beiden Trierer Goldschmiede Kerstin Biesdorf und Hans Alof im Jahr 2004 wurde eine neue kleine Kapsel in Kreuzform für die Kreuzreliquie angefertigt und angebracht. Die Kreuzesholzreliquie wurde in die Kapsel eingelegt, versiegelt und wieder in die Staurothek eingesetzt. Damit befindet sich aktuell wieder eine Kreuzesreliquie in der Staurothek; allerdings wesentlich kleiner als die ursprüngliche im Mittelalter eingelegte Reliquie.

#### Rückseite
Die Rückseite der Mitteltafel, eine vergoldete Kupferplatte, ist in Gravurtechnik gestaltet. Der Goldschmied hat dem kleineren Maßstab entsprechend auf das Ausstechen und Schraffieren des Grundes verzichtet, wodurch die Wirkung der Zeichnung etwas flacher erscheint. Der Faltenwurf ist sorgfältig gezeichnet und die Gesichter sind ausdrucksvoll durchbildet.
Im Zentrum ist Christus als Pantokrator auf dem himmlischen Thron dargestellt (Majestas Domini). Während er mit der Rechten segnet, hält seine Linke eine stilisierte Darstellung des Kosmos. Christi Kreuznimbus, das Symbol seiner Heiligkeit und seines Opfertodes, flankieren die apokalyptischen Buchstaben Alpha und Omega, der erste und der letzte Buchstabe des klassischen griechischen Alphabets. Sie sind ein Symbol für Anfang und Ende, damit für das Umfassende, insbesondere für Christus als den Ersten und Letzten. Langes Haupthaar und Vollbart umrahmen ein ernstes Gesicht, das auf den Betrachter gerichtet ist. Mit Untergewand und Toga wird die Kleidung eines Herrschers zitiert. Umgeben wird die Darstellung Christi durch einen schlichten Quadratrahmen, der die himmlische Sphäre andeutet.
In einem abgeteilten Feld zu Christi Füßen sieht man zwei Kleriker, die gemeinsam ein Patriarchenkreuz emporheben und es damit dem Weltenherrscher symbolisch darbringen. Im Quadratrahmen sind die beiden Geistlichen inschriftlich als Benedict(us) Custos und Wilhelm(us) Cler(icus) bezeichnet. Man darf vermuten, dass es sich hierbei um die beiden Stifter der Kreuzreliquie und des dazugehörigen Reliquiars handelt. Der Custos und Prior Benedictus wird unter dem Mettlacher Abt Johannes I. in einer Urkunde des Jahres 1488 für das Jahr 1220 genannt.
In den Zwickeln erscheinen die in der Gottesvision des Propheten Ezechiel geschilderten vier Adoranten vor Gottes Thron (Hes 1,4–28 ), die auch vom Autor der neutestamentlichen Apokalypse übernommen wurden (Offb 4,6–8 ). Im Uhrzeigersinn sind dies auf der vergoldeten Kupferplatte der Mettlacher Staurothek: Ein Adler, ein geflügelter Stier, ein geflügelter Löwe sowie ein geflügelter Mensch. Alle vier Wesen tragen jeweils ein Buch. Der Blick ihres nimbierten Hauptes ist auf Jesus Christus gerichtet. Laut Zeugnis der Bibel verkünden sie die Heiligkeit Gottes. Die vier himmlischen Wesen werden in der christlichen Theologie mit den vier Evangelisten Johannes, Lukas, Markus und Matthäus in Verbindung gebracht. Das menschengesichtige Wesen steht dabei für die Menschwerdung Jesu, das stiergesichtige Wesen für seinen Opfertod, das löwengesichtige Wesen für die Auferstehung sowie das adlergesichtige Wesen für Jesu Rückkehr zum Vater.
Oben und unten sind – durch breite Streifen von der himmlischen Sphäre abgeteilt – Halbfiguren von paarweise einander zugewandten Wohltätern und Stiftern der Abtei Mettlach mit den Allegorien ihrer Stiftungen dargestellt:
Oben von links nach rechts:

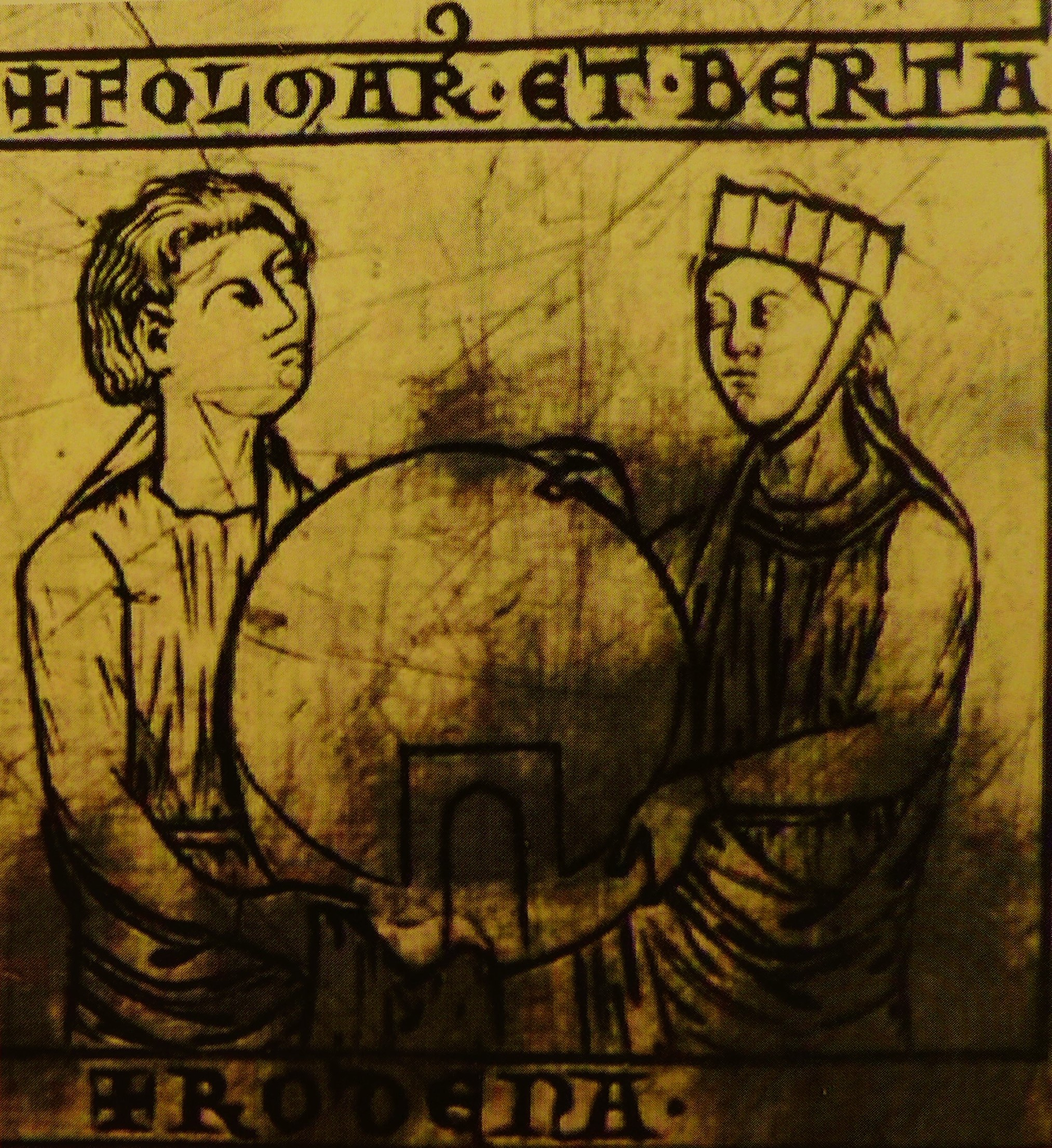
Die Adelige Berta (mit Gebändehaube) und ihr Ehemann Folmar übergeben das Königsgut Rodena als fromme Stiftung an das Kloster Mettlach, Goldgravur auf der Rückseite der Mettlacher Staurothek aus dem frühen 13. Jahrhundert

- der Abt Folcoldus mit Losheim („Losma“)
- der Abt Rutwicus als „Restaurator loci“ (dt. Wiederhersteller des Ortes) mit Krummstab
- der Trierer Erzbischof Rupertus mit einem doppeltürmigen Kirchenmodell
- der Trierer Erzbischof Egbert mit Buch und Krummstab
- der Abt Johannes mit einem unbezeichneten Mönch. Beide halten in einem Mauerkranz ein Gebäudemodell.

Die Häupter der oben dargestellten Personen sind mit Heiligenscheinen versehen. Vielleicht sind diese nur schwach gravierten Heiligenscheine erst zu späterer Zeit ergänzt worden. Vermutlich noch später hat man offensichtlich versucht, die Nimben wieder zu tilgen. Der Abt Johannes I. ist für die Jahre 1220 bis 1228 urkundlich nachweisbar. Losheim wurde der Abtei Mettlach im Jahr 1228 inkorporiert. Diese Jahresangaben grenzen die Entstehungszeit der Mettlacher Staurothek auf die Zeit um 1228 ein.
Unten von links nach rechts:
- Gerwinus und Cunza mit Eblingen („Obeliilga“), es handelt sich hier um die Eltern des Mettlacher Klostergründers Lutwinus[11]
- Stephanus und Bernowida mit Udern („Udera“)
- Udo mit Göttschied („Gedsceit“)
- Matgunt mit Walmünster („Walamunst“)
- Folmar und Berta mit Roden („Rodena“)

Alle Orte sind als Mauerring mit Tor dargestellt.

### Seitenflügel
Die Seitenflügel sind ebenfalls mit einer zweifach abgestuften Filigranarbeit- und Edelsteinleiste gerahmt. Links sieht man in Treibarbeit den heiligen Petrus, den Bistumspatron der damaligen Erzdiözese Trier und den Patron der alten Mettlacher Abteikirche, die im Jahr 1819 abgerissen wurde. Der Apostelfürst hält in seinen Händen ein Kreuz und den Himmelsschlüssel. Rechts ist der Mettlacher Klostergründer, der heilige Lutwinus in Bischofsornat mit Mitra, Bischofsstab und Bibel dargestellt.
Verkündigungsszene
Die Außenseiten der Flügel zeigen in geschlossenem Zustand in Gravurtechnik die Jungfrau und Gottesmutter Maria (rechts), der innerhalb der Abtei Mettlach ebenfalls eine Kirche geweiht war. Maria hält in der oberen Darstellung eine Bibel in ihrer linken Hand. Die aufgestellte Rechte deutet Überraschtheit oder Erschrecken an. Über ihr schwebt die Taube des Heiligen Geistes. Ihr verkündet der heranschreitende Erzengel Gabriel (links) die Geburt Jesu durch ein Spruchband, das er in seiner Linken hält, während er die Jungfrau mit seiner rechten Hand segnet. Der Text des Spruchbandes lautet: „Ave Maria gra(tia) plena D(omi)n(u)s tecu(m)“, (dt. Übersetzung: „Gegrüßet seist Du Maria, der Herr ist mit Dir!“, (Lk 1,28 )). Während die senkrechten Falten des Gewandes der Jungfrau Ruhe und Geschlossenheit ausdrücken, erzeugt der Künstler bei der Darstellung des Engels durch den ausschwingenden Gewandsaum, die Schreitstellung, den ausgestreckten Arm und die ausgebreiteten großen Flügel Dynamik. Die Gesichter der beiden Personen sind einander zugewandt. Der Blick des Engels ist energisch auf Maria gerichtet, die dem himmlischen Boten ihren Kopf zuneigt. Beider Köpfe weisen Heiligenscheine auf. Während Maria Schuhe trägt, ist schreitet der Engel barfuß.
Anbetung der Könige
Darunter stellte der Trierer Goldschmied rechts die Muttergottes mit dem Jesuskind dar, das von den Heiligen Drei Königen (links) verehrt wird. Über der Mutter mit dem Kind erscheint der Stern von Bethlehem in achtstrahliger Form. Die Jungfrau sitzt mit dem Jesuskind, das sie mit ihrer Linken auf dem Schoß hält, auf einem profilierten, lehnenlosen Thron mit Fußpodest. Die Häupter der beiden sind nimbiert. Im Nimbus des Jesuskindes strahlen die drei Arme eines Kreuzes auf. Über ihr wird ein Stoffvelum von drei Haken gehalten. Die Gesichter des Jesuskindes und Marias sind den Königen zugewandt, die sie jeweils mit ihrer rechten Hand empfangen. Der dem Thron nächste König ist im Zustand des sich Niederkniens dargestellt. In seiner Rechten hält er eine halbkugelförmige Schale, in der sieben Kugeln sichtbar sind. Mit seiner Linken öffnet er den zugehörigen Schalendeckel. Wie in der Verkündigungsszene drückt der Künstler durch vertikale Faltenlinien der Mutter und des Kindes Statik aus, während die Körperstellung und die ausschwingenden Gewandsäume der Könige Bewegtheit intendieren. Alle drei Könige tragen Reifkronen, die mit Lilien geziert sind. Durch die Steigerung der Bartlänge, die Gestaltung der Gesichter und die Körperhaltung staffelt der Künstler die Altersstufe. Während der linke König als Jugendlicher gekennzeichnet ist, stellt der mittlere König die mittlere Altersstufe dar und der kniende König das Greisenalter. Die gegürteten Gewänder der Könige reichen bis zur Mitte der Unterschenkel. Die beiden jüngeren Könige tragen Mäntel, deren Halsschließe modisch jeweils auf ihrer rechten Schulter positioniert ist. Ihre Haarlänge ist mittellang und lässt die Ohren frei. Die Könige tragen verschlusslose Fußbedeckungen, deren oberer Abschluss bin unter das Gewand zu reichen scheint. Die beiden stehenden Könige tragen jeweils in ihrer linken Hand eine zylindrische Dose. Während der hintere König den Dosendeckel mit seiner Rechten verdeckt, wird der unverdeckte Deckel des mittleren Königs als kegelförmig sichtbar. Der mittlere König verweist mit seinem ausgestreckten rechten Zeigefinger auf den Stern von Bethlehem. Sein Blick ist über die rechte Schulter auf den hinter ihm stehenden jugendlichen König gerichtet, der aufmerksam auf die himmlische Erscheinung schaut.

## Stilvergleich

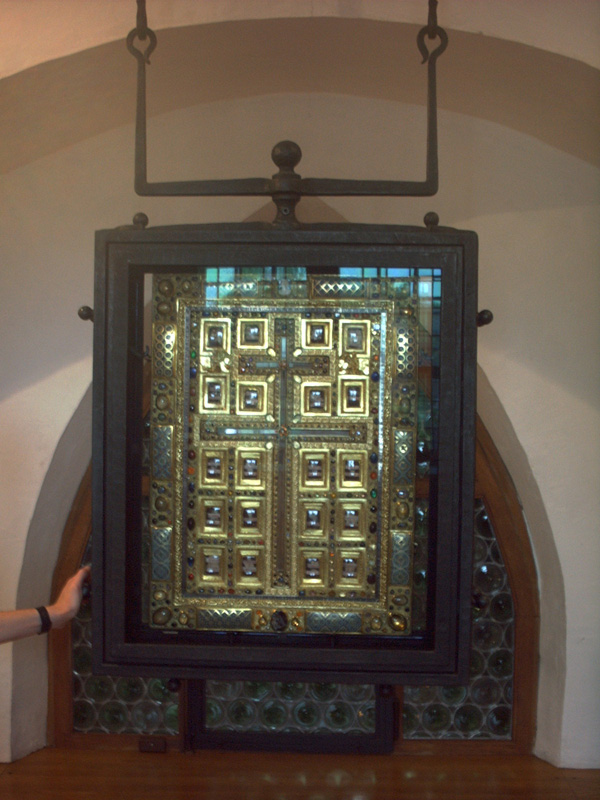
Kreuz-Reliquie der Benediktinerabtei St. Matthias in Trier

In Form, Gliederung und Ausstattung erkennt man eine enge Verbindung zwischen der Mettlacher Staurothek und dem Kreuzreliquiar der Benediktinerabtei St. Matthias in Trier (73 × 56 cm), das vermutlich kurz nach der Herstellung des Mettlacher Stückes in den Jahren zwischen 1230 und 1235 entstanden sein dürfte. Beide Kreuzreliquiare orientieren sich am Vorbild der byzantinischen Limburger Staurothek. Das Kreuzreliquiar des ehemaligen Benediktinerklosters von Mettlach ist nur halb so hoch wie das Trierer und auch wesentlich einfacher ausgestattet. Von dem byzantinischen Typus hat es sich noch weiter entfernt, da es durch Flügel zum Triptychon ausgebildet ist. Durch die Tatsache, dass der Edelsteinbesatz und das Filigran auf das Doppelkreuz – dessen Inhalt verloren ist – und auf die innere Umrahmung zusammengedrängt sind, gewinnt die Schauseite an Ruhe und Übersichtlichkeit. Beide Reliquiare sind der Limburger Staurothek nachempfunden. Das Palmettenornament des Mettlacher und Trierer Reliquiars ist ähnlich, ebenso das ikonographische Programm der gravierten Rückseite.
Allerdings gibt es Unterschiede im Stil, obwohl beide mit hoher Wahrscheinlichkeit in einer Trierer Goldschmiedewerkstatt entstanden sind. Vermutlich haben zwei verschiedene Goldschmiede die Reliquiare gefertigt. Den beiden Goldschmieden bzw. ihrer Werkstatt können auch noch andere Reliquiare zugeordnet werden. Jeweils ein Kreuzreliquiar fertigten sie vermutlich für die ehemalige Reichsabtei St. Maximin in Trier und die ehemalige Benediktinerabtei St. Martin am gleichen Ort. Von den beiden Reliquiaren ist nur noch das von St. Martin erhalten. Es entstand um das Jahr 1266 und befindet sich seit 1846 im Domschatz des Prager Veitsdomes.
Der Kreuzpartikel von St. Matthias entstammt der Kreuzreliquie der Limburger Staurothek. Ritter Heinrich von Ulmen hatte einen Holzpartikel im Jahr 1207 bei der Schenkung der Limburger Staurothek an das Kloster Stuben an der Mosel der Limburger Staurothek entnommen, um ihn der Benediktinerabtei St. Eucharius zu schenken, die dann später den Namen St. Matthias trug. Darauf verweist die niellierte Inschrift: „Anno ab incarnatione domini MCCVII Henricus de Ulmena attulit lignum (san)c(t)e crucis de civitate Constantinopolitana et hanc portionem ipsius sacri ecclesiae s(anc)ti Eucharii contulit.“ (dt. Übersetzung: „Im Jahre der Fleischwerdung des Herrn 1207 brachte Heinrich von Ulmen das Holz vom heiligen Kreuz aus der Stadt Konstantinopel und übergab diesen Teil des heiligen Holzes der Kirche des heiligen Eucharius.“)
Die Reliquienkammern der Trierer Staurothek sind nicht mehr wie in Trier und Limburg verschlossen, sondern mit geschliffenen Bergkristallen bedeckt, wodurch die Reliquien für den Betrachter sichtbar bleiben. Das Trierer Kreuzreliquiar weist reichen antiken Gemmenschmuck auf; sowohl Intaglien, als auch Kameen. Die Rückseite ist wesentlich reicher graviert als in Mettlach. Es ist eine Tendenz zur Verräumlichung festzustellen. Dies fällt besonders bei den beiden weihrauchfassschwingenden Engeln auf, die in Trier fast freiplastisch gestaltet wurden. Allerdings ist die Darstellungsweise der Gravur in Trier wesentlich härter und schematischer als in Mettlach. Die Ikonographie ist bei beiden Stücken jedoch ähnlich. Der heilige Lutwinus, Abt von Mettlach und Bischof von Trier, tritt als gravierte Figur bei beiden Reliquiaren auf.
Die Gravierungen der Mettlacher Staurothek mit sehr feinen Linien, dichten, fließenden Gewandfalten und ausschwingenden Säumen genauso wie die beiden getriebenen Reliefs des heiligen Petrus und des heiligen Lutwinus an den Innenseiten der Flügel weisen zwar Elemente des Kölner „Muldenfaltenstils“, wie er sich im Gefolge des Dreikönigenschreins im 1. Viertel des 13. Jahrhunderts entwickelte, auf, zeigen aber einen eher antikisierenden Stil. Das Trierer Stück orientiert sich hinsichtlich der Faltendarstellung am Stil der Gegend zwischen Sambre und Maas, dem Stil des Hugo von Oignes und seines Umkreises, sowie an der nordfranzösischen Buchmalerei des frühen 13. Jahrhunderts.

## Restaurierung
Im Jahr 2004 wurde die Mettlacher Staurothek von den Trierer Goldschmieden Kerstin Biesdorf (* 1973) und Hans Alof (1927–2019) in enger Zusammenarbeit mit der Diözesankonservatorin des Bistums Trier, Barbara Daentler, restauriert. Nach der aufwändigen Restauration war die Staurothek ausgeliehen an die Mainzer Ausstellung „Die Kreuzzüge“ im Mainzer Dom- und Diözesanmuseum.

## Aufstellung
Da der im Jahr 1902 angefertigte neogotische Lutwinus-Schrein hinter dem Hochaltar gleichen Stils für größere Besuchermengen nicht leicht einsehbar war, entschied man sich Anfang der 1920er Jahre für eine Neuaufstellung. Ein Fenster der Sakristei zur rechten Chorseite wurde zum neuen Lutwinusgrab umgebaut. Zur Sakristei hin schloss man die Nische durch einen Schrank. Die Holzschnitzereien fertigte die Bildhauerwerkstatt Mettler in Morbach. Die Flügelgemälde des heiligen Lutwinus und des heiligen Dionysius von Paris schuf der Münchener Maler Franz Michael Ronge (1853–1925), der in der Saarregion auch Gemälde für mehrere Kirchen fertigte. Die Umbettung der Gebeine des heiligen Lutwinus erfolgte im Oktober 1924. Seit dem Jahr 2002 befindet sich der Lutwinus-Schrein wieder in der alten Hochaltarnische und die Chorwandnische wird seither zur Ausstellung der Mettlacher Staurothek benutzt.